# خانیا
شهر خانیا در استان کرت در کشور یونان واقع شده است که دارای جمعیت ۵۵٬۱۴۳ نفر می‌باشد.

## نگارخانه

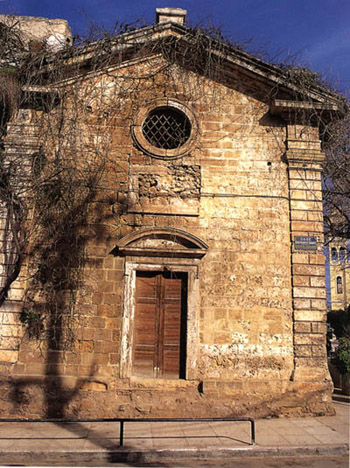
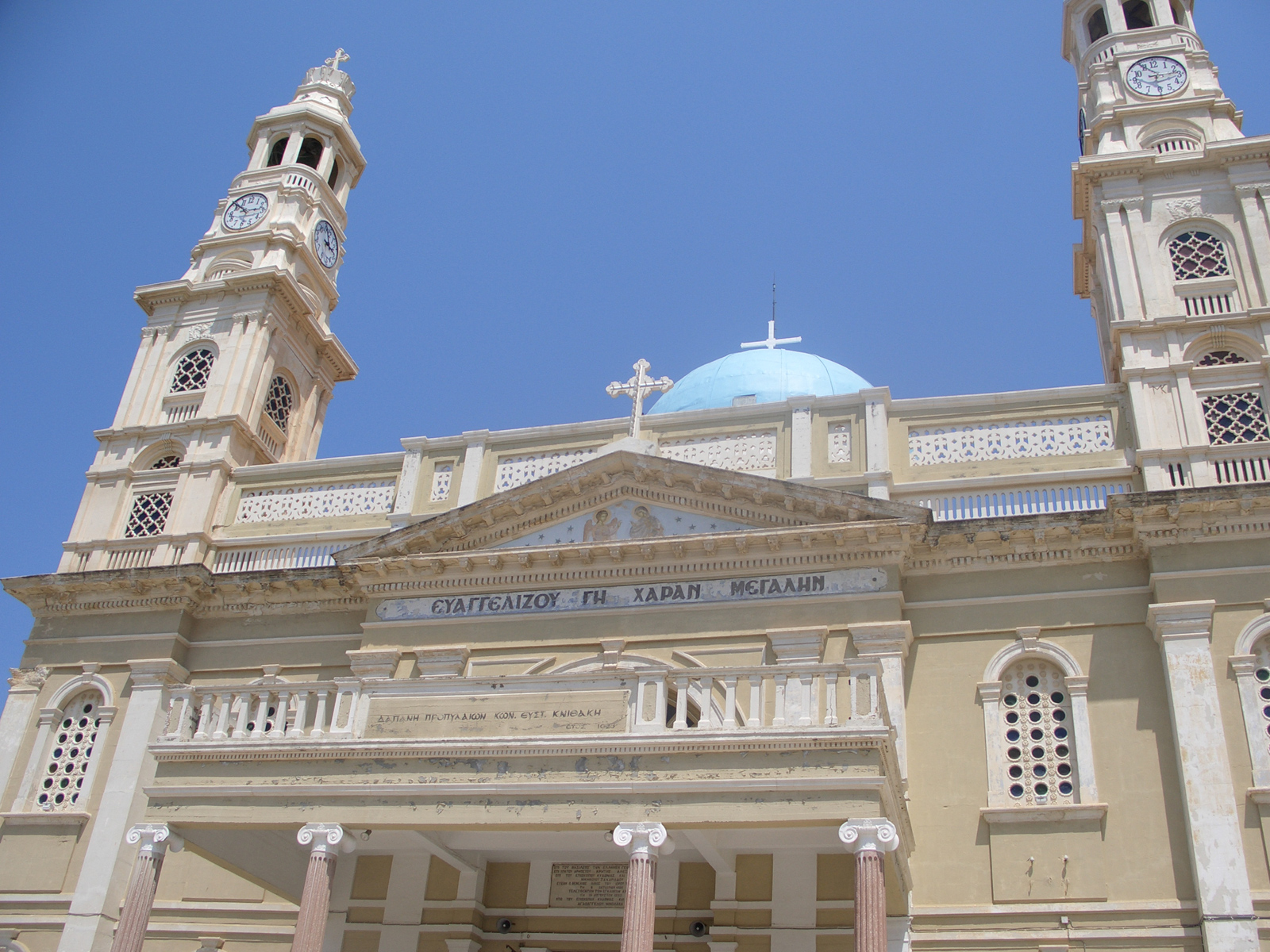
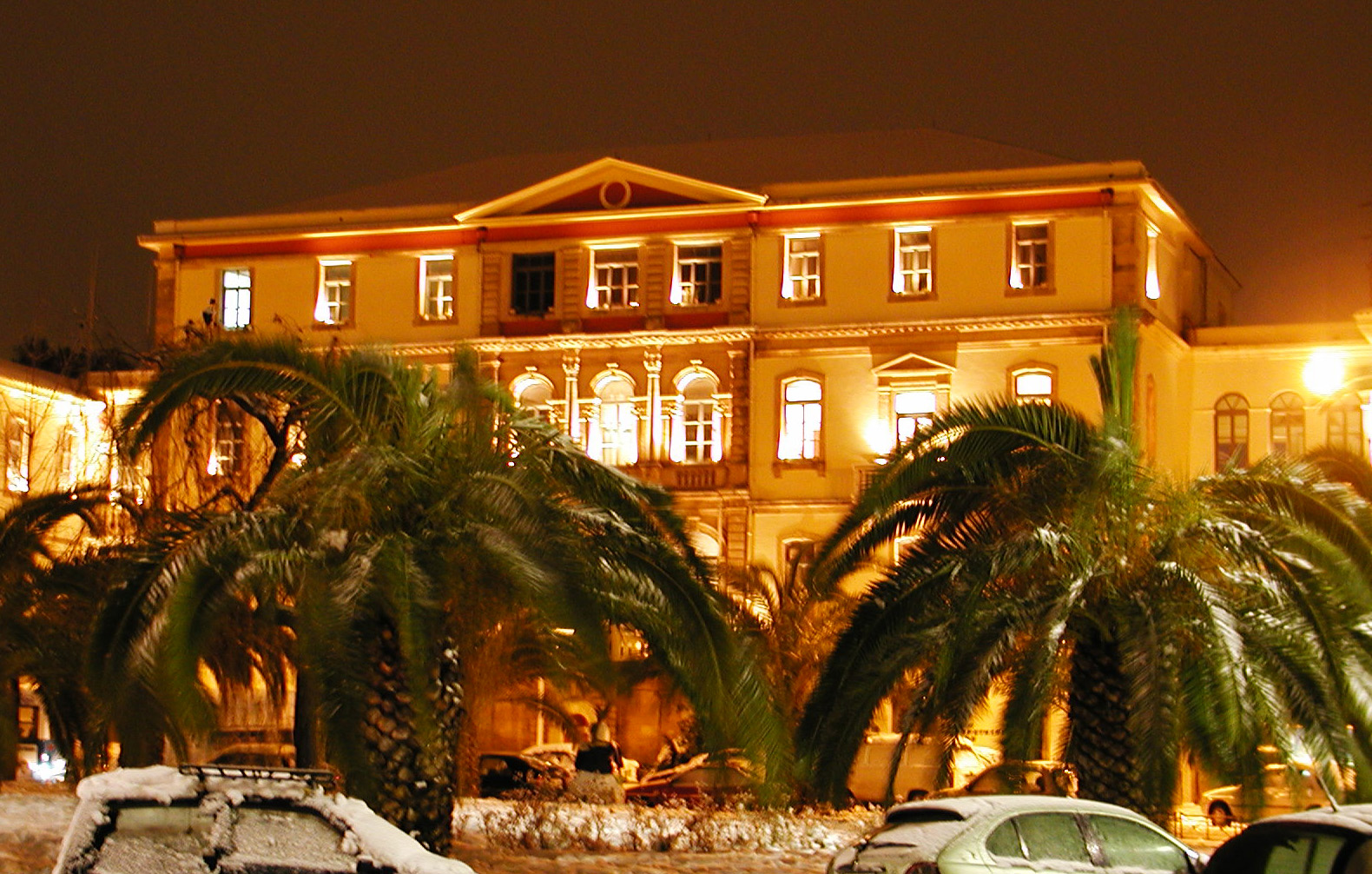
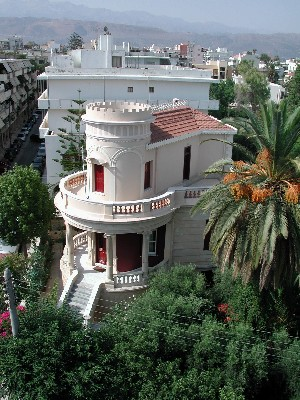